# رباعي زينون الذهب
رباعي زينون الذهب هو معقد كاتيوني نادر صيغته 2+AuXe4؛ ويوجد ضمن المركب AuXe42+(Sb2F11−)2.
يعد هذا الكاتيون غير عادي وغير تقليدي؛ إذ أنه يمثل الترابط بين عنصر خامل وفلز نبيل.

## التحضير
يمكن تحضير المركب AuXe42+(Sb2F11−)2 من تفاعل اختزال فلوريد الذهب الثلاثي بوجود حمض فلورو الإثمديك (فلورو الأنتيمونيك H2SbF7) والزينون؛ حيث يتم الحصول على الشكل البلوري الصلب عند درجات حرارة منخفضة.

## الخواص
يوجد الذهب في هذا الكاتيون في حالة الأكسدة النادرة +2؛ ويبلغ طول الرابطة Au-Xe فيه مقدار 274 بيكومتر.